# Lulesamiska
Lulesamiska (inhemskt namn: julevsámegiella) är ett finsk-ugriskt, samiskt språk. Den är ett centralsamiskt (västsamiskt) språk och har utbredning i delar av svenska landskapet Lappland och i angränsande delar av Norge. Sammanlagt talar mellan 1000 och 2000 personer språket, varav majoriteten finns i Sverige. Språket anses vara hotat.

## Beskrivning
Lulesamiska är, liksom nordsamiska, en centralsamisk dialekt (språk). Med viss träning kan talarna av de två språken förstå varandra någorlunda bra.
Språkforskaren K.B. Wiklund menade vid 1900-talets början att lulesamiskan inom Jokkmokk och södra Gällivare var den renaste formen av samiska, i den bemärkelsen att den hade ett litet inslag av nyare inblandning av andra språk. Söder därom innehöll samiskan ett stort antal relativt nya svenska lånord, norr därom finska lånord. I den södra delen av det lulesamiska området fanns då fortfarande samer som endast kunde göra sig förstådda på detta språk, medan de flesta samer annars var mer eller mindre tvåspråkiga.

## Utbredning
Lulesamiskan talas i delar av Sverige och  Norge. I Sverige talas den i Lule lappmark, det vill säga Jokkmokks och Gällivare kommuner, i Norge i kommunerna Tysfjord, Sørfold och Hamarøy. Närstående lulesamiskan är pitesamiskan. Det finns en stor övergångszon mellan lule- och nordsamiska, och när Lulelapsk ordbok gavs ut på 1950-talet placerades gränsen dem emellan vid Nordkaitum.
Lulesamiskan är den näst största samiska språkvarieteten. Det är osäkert hur många som egentligen talar lulesamiska, men uppskattningsvis är det mellan 1000 och 2000 personer beroende på källa.. Andra uppskattningar nämner knappt tusen personer som har språket som modersmål. Av dessa skulle tre fjärdedelar finnas i Sverige.

### Indelning
Lulesamiskan består av flera dialekter som är ganska lika varandra och som traditionellt har talats inom följande områden:
- södra delen av Jokkmokks socken
- norra delen av Jokkmokks socken
- det skogssamiska området kring Storbacken
- södra delen av Gällivare socken
- norra delen av Gällivare socken (närstående samiskan i Torne lappmark)
- det skogssamiska området i den sydöstra delen av Gällivare socken